# Хоф (Вестервальд)
Хоф (нем. Hof) — община в Германии, в земле Рейнланд-Пфальц.
Входит в состав района Вестервальд. Подчиняется управлению Бад Мариенберг (Вестервальд). Население составляет 1178 человек (на 31 декабря 2010 года). Занимает площадь 8,09 км².